# Effectivité du droit
Ne doit pas être confondu avec Principe d'effectivité.
 (mars 2024).
L'effectivité du droit est une notion de sociologie du droit qui sert à décrire dans quelle mesure une règle de droit influence le comportement des gens dans le sens de ses prescriptions.